# Шогуй (река)
Шогуй — река в Мурманской области России. Протекает по территории Терского района. Впадает в губу Лов Белого моря.
Длина реки составляет 25 км. Площадь бассейна — 103 км².
Берёт начало в озере Шогуй на западном склоне гор Верессельга. Протекает по лесной, местами болотистой местности. Порожиста. Впадает в губу Лов Кандалакшского залива Белого моря. Населённых пунктов на реке нет, ранее на реке в устье располагалось село Лев-Губа. Вдоль реки в верхнем течении расположен аэродром Талый Ручей.

## Данные водного реестра
По данным государственного водного реестра России относится к Баренцево-Беломорскому бассейновому округу, водохозяйственный участок реки — реки бассейна Белого моря от западной границы бассейна реки Йоканга (мыс Святой Нос) до восточной границы бассейна реки Нива, без реки Поной. Речной бассейн реки — бассейны рек Кольского полуострова и Карелии.
Код объекта в государственном водном реестре — 02020000212101000009329.